# ハーラル・エーヤスナプ
ハーラル・エーヤスナプ（Harald Søltoft Agersnap 1899年3月2日 - 1982年1月16日）は、デンマークの作曲家、指揮者、チェリスト、ピアニスト。オット・マリング、カール・ニールセンと父のハンス・エーヤスナプの下で学んだ。

## 生涯
エーヤスナプは1914年から1917年まで在籍したデンマーク音楽アカデミーで音楽の勉強を開始した。オーケストラのチェリストとしてのキャリアを歩み始めるが、それ以前には1926年から1929年にかけて王立劇場で、1929年から1930年にはコメディ・ハウスで指揮者を務めていた。1932年から1938年の間にはアマチュアの男声ベルカントを率いた。王立劇場とは1931年からピアニストとしても関係を持つようになる。1934年に合唱指揮者となり、1966年までその職に留まった。
作曲家としては多数のジャンルで活躍した。舞台『Aladdin』、『Gildet på Solhaug』、『Prinsessen og det halve kongerige』に曲を書いている。他にも生涯に室内楽、管弦楽、そして90曲を超える歌曲を生み出した。
草稿はデンマーク王立図書館に収蔵されている。

## 私生活
1926年9月27日にコペンハーゲンで理学療法士のゲアトルズ・マゲプラングと結婚した。

## 主要作品
- Nips （バレエ 1920年）
- Aladdin （劇音楽 1925年）
- Gildet på Solhaug （劇音楽 1924年）
- Prinsessen og det halve kongerige （劇音楽 1927年）
- Og Pippa danser （劇音楽 1930年）
- 舞踏のリズムによる組曲 （管楽五重奏 1931年）
- ヴィオラとピアノのためのソナタ （1931年）
- フルート、ヴァイオリンとチェロのためのインターリュード （1936年）
- Sonatine inversa （チェロとピアノ 1937年）
- 管弦楽伴奏オーボエのための3つの小品 （1938年）
- Intrada festivo （管弦楽 1938年）
- Agave （管弦楽伴奏合唱 1939年）
- Pigen fra Kaas （管弦楽 1941年）
- 弦楽四重奏曲第1番 （1943年）
- 弦楽四重奏曲第2番 （1947年）
- 語学の謝肉祭 （オペラ）
- 約90曲の歌曲
- 室内楽曲
- ピアノ曲